# Curriculum escolar en Chile
El curriculum escolar en Chile define las asignaturas y contenidos de los niveles preescolar y escolar del sistema educativo en Chile (Educación, Parvularia, Educación Básica y Educación Media). 
El currículum es el plan de estudios, y una manera de pensar, organizar y orientar las prácticas del proceso educativo escolarizado. Estas prácticas implican la selección de conocimientos de cada nivel y se expresan en objetivos que definen las acciones y la relación entre profesores y alumnos. Para asegurar el cumplimiento de los objetivos y contenidos, así como establecer una base cultural común, el Ministerio de Educación (MINEDUC) elabora las Bases curriculares, documentos oficiales que contienen el conjunto de Objetivos de Aprendizaje (OA) y contenidos por asignatura que deben implementar todos los establecimientos educacionales del nivel preescolar y escolar.
Además, el MINEDUC elabora y proporciona programas educativos para cada nivel escolar y asignatura. Los programas educativos son una propuesta educativa, que puede ser implementada directamente por el profesorado. Sin embargo, tanto los establecimientos educacionales, como el profesorado tienen la posibilidad de desarrollar su propia propuesta educativa, en el marco de los OA de las Bases Curriculares.
El currículo escolar en Chile actualmente responde a un modelo pedagógico por objetivos, que esencialmente se enmarca en un enfoque positivista de la educación.

## Historia
El término currículum ha sido usado en el Sistema educacional chileno desde finales del siglo XIX, momento en el que las autoridades educativas comienzan a implantar planes de estudio siguiendo el modelo educativo alemán de la época. Desde entonces y por más de un siglo se comprende e implementa el currículum según la definición del MINEDUC, como conjunto de objetivos y contenidos de aprendizaje organizado por áreas de conocimiento, divididas en unidades de contenidos específicos, que deben ser tratados en una secuencia temporal anual.

### El currículum escolar bajo la Ley Orgánica Constitucional de Enseñanza (LOCE)
La caracterización del currículum escolar como conjunto de áreas del conocimiento y objetivos de aprendizaje, se mantuvo hasta los últimos días de la Dictadura Militar en Chile. Un día antes de abandonar el poder, el 10 de marzo de 1990, el régimen de Augusto Pinochet promulgó la Ley Orgánica Constitucional de Enseñanza (LOCE), que respecto al currículum escolar estableció una distinción entre marco curricular y planes y programas de estudio. El marco curricular, denominado Requisitos Mínimos de la Enseñanza Básica y Media en la ley, es establecido por el Presidente de la República a través del MINEDUC, previo informe del Consejo Superior de Educación, debiendose establecer por decreto supremo los objetivos fundamentales de enseñanza en todos los años de estudio de enseñanza básica y media, así como los contenidos mínimos obligatorios.
Estos objetivos fundamentales eran definiciones amplias como por ejemplo:    
- comprender la realidad en su dimensión personal, social, natural y trascendente, y desarrollar sus potencialidades físicas, afectivas e intelectuales. (Educación Básica);
- pensar en forma creativa, original, reflexiva, rigurosa y crítica, y tener espíritu de iniciativa individual, de acuerdo a sus posibilidades; participar en la vida de la comunidad consciente de sus deberes y derechos, y prepararse para ser ciudadanos. (Educación Básica);
- desarrollar sus capacidades intelectuales, afectivas y físicas basadas en valores espirituales, éticos y cívicos que le permitan dar una dirección responsable a su vida. (Educación Media);
- Proseguir estudios o desarrollar actividades de acuerdo con sus aptitudes y expectativas. (Educación Media).[5]

Este marco curricular tenía carácter obligatorio tanto para establecimientos públicos como privados, buscandose mantener unabase cultural común entre los distintos establecimientos.   
Respecto a los Planes y Programas de estudio, los establecimientos educacionales tenían la libertad de fijar sus propios planes y programas de estudio, siempre y cuando fueran adecuados para el cumplimiento de los referidos objetivos y contenidos mínimos obligatorios. Estos planes y programas debían ser entregados a la autoridad regional del MINEDUC, pudiéndose objetar tales planes. Mediante esta distinción se pretendía otograr cierto margen de libertad de enseñanza, muy en la línea de descentralización de la Educación promovida con esta reforma. 
El MINEDUC debía elaborar planes de estudios, aprobados por el Consejo Superior de Educación. Estos planes y programas de estudio serán obligatorios para todos los establecimientos que carezcan de sus propios planes.
Con la llegada de los gobiernos democráticos en la década de los 90's, se comenzaron a ejecutar los primeros cambios, a través del consenso entre las principales fuerzas políticas del país. Uno de estos cambios fue la creación de una Unidad de Curriculum y Evaluación, dependiente del MINEDUC. Siguiendo esta lógica de cambios en el marco de la LOCE, en el año 1999 y 2002 se realizaron modificaciones al marco curricular de Enseñanza Básica. 
La construcción curricular amparada en la LOCE significó la descentralización curricular de la educación escolar chilena, y al mismo tiempo implicó un período de adaptación tanto para los establecimientos educacionales, como para el MINEDUC ya que debieron elaborarse planes y programas de estudio antes de su implementación. De este modo, la puesta en marcha del nuevo currículum escolar para la Educación Básica comenzó el año 1997, mientras que para la Educación Media el proceso culminó al año 2002.

### Cambios curriculares tras la nueva Ley General de Educación (LGE)
Durante el año 2006 en distintos puntos del país, se llevan a cabo manifestaciones y protestas protagonizadas por estudiantes secundarios (Ed. Media), proceso que es conocido como Revolución Pingüina. Los estudiantes apuntaban a desmantelar los pilares de la educación chilena establecidos por la Dictadura, exigiendo el fin de la municipalización de los establecimientos, la gratuidad de la Prueba de Selección Universitaria (PSU) y del pase escolar, entre otras demandas.
Como respuesta a las demandas estudiantiles, el Gobierno de Michelle Bachelet presenta un proyecto de ley al Congreso Nacional en abril del 2007. Dos años más tarde, en 2009, el proyecto es aprobado por las dos Cámaras del Congreso, convirtiéndose en ley tras su promulgación el 17 de agosto de 2009 como Ley N° 20.370 o Ley General de Educación, reemplazando como norma legal a la ahora derogada LOCE. La LGE contempla la creación de nuevos organismos como el Consejo Nacional de Educación(CNED) -sucesor del Consejo Superior de Educación- que tiene como funciones asesorar al MINEDUC, aprobar y formular observaciones en temas curriculares, tanto a las Bases curriculares, como a Planes y programas de estudio.  
En el marco de esta nueva Ley, el MINEDUC incorpora al curriculum escolar un nuevo instrumento, los "Mapas de progreso" que buscan complementar al Marco curricular, y los Planes y Programas de Estudio. Estos mapas de progreso no poseen carácter obligatorio y estaban orientados a describir en espiral las trayectorias de aprendizajes esperados de los alumnos, alo largo de los 12 años de escolaridad. Estos mapas de progreso se conciben como un instrumento de apoyo adicional del MINEDUC a las comunidades educativas.  
Durante el mismo año 2009, se propone un ajuste curricular, que implicaba la más importante reforma en la materia en 30 años. El objetivo de este ajuste era dar mayor consistencia y coherencia al curriculum nacional abarcando todos los niveles de escolaridad (de 1° básico hasta 4° medio). Se hizo una revisión completa de las asignaturas, reafirmandose la centralidad de los aprendizajes que deben ser desarrollados por los estudiantes, entendidos como una integración de conocimientos disciplinares (propios de cada asignatura), habilidades de conocimiento, y actitudes. Como consecuencia de lo anterior se reformularon los contenidos mínimos obligatorios y los objetivos fundamentales, en beneficio de la relación entre el desarrollo de habilidades cognitivas y conocimientos disciplinares.    
De esta manera se abandona el concepto de Marco curricular impuesto por la LOCE, estableciéndose unas Bases Curriculares, documento en el que se definen los objetivos de aprendizaje por nivel y asignatura.     
En febrero de 2018, el Consejo Nacional de Educación aprobó la propuesta MINEDUC de Bases curriculares para 3° Medio  y 4° Medio, que establece la existencia de tres diferenciaciones: artística, humanista-científica, y técnico-profesional. Esta última modificación no ha estado exenta de críticas, principalmente por no considerar las asignaturas de Filosofía y Ciencias Naturales como pertinentes para la formación general común de los estudiantes. En torno a la asignatura las críticas apuntan al énfasis dado a los conceptos de liberalismo y libertades fundamentales, pudiéndose interpretar un esfuerzo por difundir un tipo específico de visión política y social.

## Marco Normativo del Currículum Actual

### Ley General de Educación (LGE)
La promulgación de la Ley N°20.370 (LGE) estableció la necesidad de modificar el currículum escolar, reemplazando los objetivos del Marco curricular por Bases Curriculares, que debían integrar conocimientos, habilidades y actitudes vinculados con los objetivos de la nueva ley. De acuerdo a la LGE es función del MINEDUC elaborar y proponer estas Bases Curriculares  que definien los aprendizajes que los estudiantes deben desarrollar para cumplir los objetivos de cada nivel descritos en los artículos 28, 29 y 29 de la ley.  

### Fundamentos del currículum
Los Fundamentos de las bases curriculares corresponden a una serie de documentos que enuncian y desarrollan las bases legales, teóricas y los estándares internacionales que dan forma a cada documento curricular. Existe un documento para cada Base curricular.
- Fundamentos Bases Curriculares Educación Básica - 1° a 6° básico (Primera Etapa) (2011)[10]
- Fundamentos Bases Curriculares 7° básico a 2° medio (2015)[10]

- Fundamentos Bases Curriculares 3° y 4° medio (2019)[10]

## Bases Curriculares
Para cada asignatura el profesorado tiene un conjunto de objetivos de aprendizaje (OA) que debe desarrollar con sus alumnos. El resultado de este proceso es evaluado, asignando una nota a cada alumno permitiendo la progresión del estudiante en el sistema educativo. El conjunto de OA y los contenidos disciplinarios por área para cada nivel están contenidos en las Bases curriculares, que poseen el carácter de Decreto Supremo de Educación. El curriculum escolar chileno a partir de estas bases se encuentra dividido en 4 niveles: 
- Bases Curriculares de Educación Parvularia (2019)[11]
- Bases Curriculares de Primero a Sexto básico (2018)[11]
- Bases Curriculares de 7° básico a 2° medio (2015)[11]
- Bases Curriculares de 3° y 4° medio (2019)[11]

La elaboración de estas Bases Curriculares, al alero de la LGE, ha sido un proceso gradual, en el que el MINEDUC ha presentado propuestas curriculares al Consejo Nacional de Educación (CNED) que ha revisado, realizado observaciones y posteriormente aprobado las actuales Bases curriculares.